# Mwinilunga
Mwinilunga è un centro abitato dello Zambia, situato nella Provincia Nord-Occidentale.